# Rudolf Więckowski
Rudolf Więckowski (ur. 2 października 1892 w Wadowicach, zm. wiosną 1940 w Katyniu) – porucznik uzbrojenia Wojska Polskiego, kawaler Orderu Virtuti Militari, ofiara zbrodni katyńskiej.

## Życiorys
Urodził się w rodzinie Franciszka i Stefanii z Wojdyłłów. Absolwent gimnazjum w Krakowie (1913). Członek Strzelca. Po przeszkoleniu, 6 sierpnia 1914, wyruszył na front w oddziale uzupełnień 1 pułku piechoty. Wcielony do batalionu Wyrwy-Furgalskiego. Walczył do maja 1919, został ranny w bitwie pod Konarami. Po wyleczeniu skierowany do 2 baterii 1 pułku artylerii. Na froncie przebywał do kryzysu przysięgowego. Internowany od 15 lutego w Huszt na Węgrzech. Od maja 1918 w armii austriackiej, walczył w kampanii serbskiej i włoskiej. Po upadku Austro-Węgier wprost z frontu przybył do Lwowa, wstąpił do 1 pułku artylerii i walczył w obronie miasta.
Na początku lat 20. XX wieku, w stopniu chorążego, pełnił służbę w Centralnym Składzie Amunicji Nr 1 na stanowisku oficera ewidencyjno-personalnego. 15 sierpnia 1928 został mianowany na stopień podporucznika ze starszeństwem z 1 sierpnia 1928 i 1. lokatą w korpusie oficerów administracji (dział kancelaryjny), i przydzielony do 29 Dywizji Piechoty w Grodnie na stanowisko kierownika kancelarii. W październiku 1931 został przeniesiony do 29 Pułku Artylerii Polowej stacjonującego w tym samym garnizonie. W marcu 1932 został przeniesiony do korpusu oficerów uzbrojenia z równoczesnym przeniesieniem do Głównej Składnicy Uzbrojenia Nr 1. W tym samym roku został przeniesiony do Szkoły Zbrojmistrzów w Warszawie na stanowisko kierownika kancelarii. 29 stycznia 1932 został mianowany na stopień porucznika ze starszeństwem z 1 stycznia 1932 i 1. lokatą w korpusie oficerów uzbrojenia. W marcu 1939 pełnił służbę w Szkole Uzbrojenia na stanowisku adiutanta.
W kampanii wrześniowej wzięty do niewoli przez Sowietów, osadzony w Kozielsku. Został zamordowany wiosną 1940 w lesie katyńskim. Figuruje na szóstej liście wywózkowej z 1940, poz. 20.
Był żonaty z Kamilą z Mrowickich, z którą miał syna Rudolfa.
5 października 2007 minister obrony narodowej Aleksander Szczygło mianował go pośmiertnie na stopień kapitana. Awans został ogłoszony 9 listopada 2007, w Warszawie, w trakcie uroczystości „Katyń Pamiętamy – Uczcijmy Pamięć Bohaterów”.

## Ordery i odznaczenia
- Krzyż Srebrny Orderu Virtuti Militari nr 5771[12][10]
- Krzyż Niepodległości – 13 kwietnia 1931 „za pracę w dziele odzyskania niepodległości”[13]
- Krzyż Walecznych[14][15]
- Medal Zwycięstwa „Médaille Interalliée”[14]
- Srebrny Krzyż Zasługi[8]